# یواس‌اس آریل (ای‌اف-۲۲)
یواس‌اس آریل (ای‌اف-۲۲) (به انگلیسی: USS Ariel (AF-22)) یک کشتی بود که طول آن ۴۴۶ فوت ۱۰ اینچ (۱۳۶٫۱۹ متر) بود. این کشتی در سال ۱۹۴۲ ساخته شد.